# Hold My Hand (canção de Lady Gaga)
"Hold My Hand" é uma canção da cantora estadunidense Lady Gaga, lançada em 3 de maio de 2022, através da Interscope Records. É o primeiro single da trilha sonora do  filme Top Gun: Maverick (2022). A canção foi escrita e produzida por Gaga e BloodPop como "uma carta de amor ao mundo durante e depois de um tempo muito difícil." Benjamin Rice recebeu créditos de produção adicionais.

## Antecedentes e gravação
Em abril de 2021, o site de fofocas ShowBiz 411 disse que Lady Gaga estaria envolvida com a trilha sonora de Top Gun: Maverick. O boato se espalhou para outras publicações, incluindo a revista W.
Em abril de 2022, Gaga começou a postar mensagens enigmáticas no Twitter, que os fãs interpretaram como a letra da música nos rumores. Ela anunciou formalmente "Hold My Hand" e sua data de lançamento em 27 de abril de 2022. Durante o anúncio, Gaga compartilhou que estava trabalhando na música há anos e disse: "nem percebi as múltiplas camadas que se estendiam pelo coração do filme, minha própria psique e a natureza do mundo em que vivemos". Uma prévia da música foi lançada em 30 de abril.

## Letra e composição
"Hold My Hand" foi descrita por críticos de música e cinema como um "arena rock power ballad sentimental e esperançoso". Lars Brandle da Billboard observou que a música tem uma linhagem próxima da música do Berlin "Take My Breath" e da música de Kenny Loggins "Danger Zone". Jazz Tangcay de Variety chamou "Hold My Hand" de um " soar de rock sintonizando com violinos e lambidas de guitarra que remontam às baladas poderosas dos anos 80." Sua letra vê Gaga tranquilizando alguém de que ela sempre estará lá para eles "sem dúvida."

## Promoção
Uma semana depois de ser lançado em streaming e plataformas digitais,"Hold My Hand" está definido para receber airplay através de adult contemporany e cotemporany hit radio das estações de rádio americana. Antes de seu lançamento, Gaga confirmou a um fã no Twitter que a música será incluída no set list de sua próxima turnê em estádio, The Chromatica Ball.

## Prêmios e indicações
| Ano  | Organização                        | Categoria                                                                      | Resultado | Ref.   |
| ---- | ---------------------------------- | ------------------------------------------------------------------------------ | --------- | ------ |
| 2022 | Hollywood Music in Media Awards    | Melhor Canção Original em Filme                                                | Indicado  | [ 19 ] |
| 2022 | Prémios People's Choice            | Canção de 2022                                                                 | Indicado  | [ 20 ] |
| 2022 | RTHK International Pop Poll Awards | Top Ten International Gold Songs                                               | Indicado  | [ 21 ] |
| 2022 | World Soundtrack Awards            | Best Original Song Written Directly for a Film                                 | Indicado  | [ 22 ] |
| 2023 | Critics' Choice Awards             | Melhor Canção                                                                  | Indicado  | [ 23 ] |
| 2023 | Georgia Film Critics Association   | Melhor Canção Original                                                         | Venceu    | [ 24 ] |
| 2023 | Prêmio Globo de Ouro               | Melhor Canção Original                                                         | Indicado  | [ 25 ] |
| 2023 | Prêmio Grammy                      | Melhor Canção em Mídia Visual                                                  | Indicado  | [ 26 ] |
| 2023 | Hollywood Critics Association      | Melhor Canção Original                                                         | Indicado  | [ 27 ] |
| 2023 | Houston Film Critics Society       | Melhor Canção Original                                                         | Indicado  | [ 28 ] |
| 2023 | Prêmios Satellite                  | Melhor Canção Original                                                         | Venceu    | [ 29 ] |
| 2023 | Society of Composers & Lyricists   | Melhor Canção Original para Produção de Mídia Visual Dramática ou Documentária | Indicado  | [ 30 ] |

## Tabelas musicais
| País/Parada (2022)                            | Melhor posição |
| --------------------------------------------- | -------------- |
| África do Sul (RISA)                          | 59             |
| Alemanha (Offizielle Deutsche Charts)         | 87             |
| Argentina (Argentina Hot 100)                 | 72             |
| Austrália (ARIA)                              | 36             |
| Áustria (Ö3 Austria Top 75)                   | 75             |
| Bélgica (Ultratop 50 da Valônia)              | 10             |
| Canadá (Canadian Hot 100)                     | 29             |
| Canadá (Billboard AC)                         | 14             |
| Canadá (Billboard CHR/Top 40)                 | 36             |
| Canadá (Billboard Hot AC)                     | 22             |
| Croácia (HRT)                                 | 2              |
| República Checa (Singles Digitál Top 100)     | 62             |
| França (SNEP)                                 | 85             |
| Mundo (Billboard Global 200)                  | 41             |
| Hungria (Single Top 40)                       | 5              |
| Islândia (Plötutíðindi)                       | 37             |
| Irlanda (IRMA)                                | 57             |
| Italy (FIMI)                                  | 59             |
| Japão (Japan Hot 100)                         | 49             |
| Países Baixos (Dutch Top 40)                  | 32             |
| Países Baixos (Single Tip)                    | 1              |
| Nova Zelândia (RMNZ)                          | 6              |
| Eslováquia (Rádio Top 100)                    | 20             |
| Eslováquia (Singles Digitál Top 100)          | 78             |
| Suécia (Sverigetopplistan)                    | 66             |
| Suíça (Schweizer Hitparade)                   | 5              |
| Reino Unido (UK Singles Chart)                | 24             |
| Estados Unidos (Billboard Hot 100)            | 49             |
| Estados Unidos (Billboard Adult Contemporary) | 10             |
| Estados Unidos (Billboard Adult Top 40)       | 14             |
| Estados Unidos (Billboard Mainstream Top 40)  | 22             |

## Histórico de lançamento
| Região         | Data               | Formato(s)                 | Gravadora  | Ref.   |
| -------------- | ------------------ | -------------------------- | ---------- | ------ |
| Vários         | 3 de maio de 2022  | Digital download streaming | Interscope | [ 1 ]  |
| Italia         | 6 de maio de 2022  | Radio airplay              | Universal  | [ 62 ] |
| Estados Unidos | 9 de maio de 2022  | Adult contemporary radio   | Interscope | [ 16 ] |
| Estados Unidos | 10 de maio de 2022 | Rádio hit contemporânea    | Interscope | [ 17 ] |